# Brandur Sæmundsson
Brandur Sæmundsson (latín: Brandus Sæmundi filius) (1122-1201) fue el cuarto obispo católico de Hólar, Islandia, entre 1163 y 1201. Era hijo de Sæmundur Grímsson (n. 1085) de Staðarfell, Dalasýsla, y de Ingveldur Þorgeirsdóttir (n. 1095), una nieta de Snorri Thorfinnsson. Fue ordenado obispo en 1163 por el arzobispo Eystein de Nidaros. Hacia 1170 el arzobispo comenzó a intervenir activamente en los asuntos del país, eclesiástica y políticamente, enviando múltiples emisarios a Islandia, y en 1190 también se sumaron las directrices del Papa. Brandur trató de ser pragmático, navegando entre dos aguas e intentando no entrar en conflicto con su clan familiar, los Oddaverjar. En 1195 Guðmundur Arason ya tenía un buen número de seguidores y Brandur confiaba en él como probable sucesor. En 1198 Guðmundur llevó el caso de Þorlákur Þórhallsson al Althing con pruebas de sus milagros, pero el obispo Páll Jónsson se mostró reacio. Brandur murió bastante afligido y edad avanzada el 6 de agosto de 1201.